# Liste der Bischöfe von Ferentino
Die folgenden Personen waren Bischöfe von Ferentino (Italien):
- Concordio ca. 316
- Basso 483–487
- Innozenz 500
- Bono 538–540
- Heiliger Redento 561
- Luminoso 589
- Bonito 630
- Agnello 715–720
- Stefan I. 750–757
- Sergio 765–766
- Johannes I. 796
- Adriano 848–849
- Peter I. 859
- Johannes II. 867
- Stefan II. 879
- Benedikt I. 942
- Romano 956–963
- Ingnizzo 967–969
- Domenico I. 993
- Alfrido 996
- Placido I. 1001
- Benedikt II. 1012
- Alessandro I. 1039
- Roberto 1061
- Placido II. 1082
- Agostino 1106
- Placido III. 1111
- Siro 1130
- Trasmondo 1138
- Ubaldo 1148
- Rodolfo 1161
- Berardo 1191
- Alberto I. 1203
- Landolfo I. 1222
- Donato 1229
- Giacomo I. 1244
- Ridolfo 1254
- Matteo I. 1255
- Giacomo II. 1276
- Landolfo II. Rossi 1297
- Filippo I. 1303
- Berardo II. 1306
- Filippo II. 1315
- Matteo II. 1344
- Filippo III. 1348
- Pietro II. Ruggeri 1350
- Dionigi I. 1372
- Alberto II. 1374
- Gilberto 1379
- Giovanni
- Giovanni III. Panella 1392
- Nicola I. Vincioni 1395
- Angelo 1395
- Gregorio 1409
- Simone I. Sisti 1409
- Francesco Antonio Sisti 1409
- Antonio Boccabella 1436
- Giovanni IV. 1445
- Andrea De Laurenzi 1453
- Pietro II. De Filippinis 1489
- Pietro III. De Fenestrosa 1499
- Francesco Fillipperi 1510
- Filippo IV. De Fillipinis 1520
- Tranquillo De Macarazzi 1548
- Sebastiano Pighi 1550
- Aurelio F. Tribaldeschi 1554
- Silvio Galassi 1584
- Orazio Ciceroni 1591
- Fabrizio I. Campi 1603
- Dionigi III. Morelli 1067
- Ennio Filonardi 1612
- Enea Spennazzi 1644
- Ottavio Roncioni 1658
- Giovanni Carlo Antonelli (1677–1694)
- Valeriano Chierichelli 1694
- Simone II. Gritti 1718
- Fabrizio II. Borgia 1730
- Pietro Paolo Tosi 1754
- Nicola Buschi (1800–1813)
- Luca Amici (1813–1818)
- Gaudenzio Patrignani (1818–1823)
- Giuseppe Maria Lais 1823
- Vincenzo Macioti 1840
- Giovanni Giuseppe Canali (1840–1842)
- Antonio Benedetto Antonucci (1842–1844)
- Bernardo Maria Tirabassi (1845–1865)
- Gesualdo Vitali (1865–1879)
- Pietro Facciotti (1880–1897)
- Domenico Bianconi (1897–1922)
- Alessandro Fontana (1922–1941)
- Tommaso Leonetti (1942–1962) (auch Erzbischof von Capua)
- Costantino Caminada (1962–1972)
- Umberto Florenzani (1973–1973) (auch Bischof von Anagni)
- Michele Federici (1973–1980)
- Angelo Cella, M.S.C. (1981–1986) (danach Bischof von Frosinone-Veroli-Ferentino)

→ Fortsetzung unter Liste der Bischöfe von Veroli